# Türkiye 2. Futbol Ligi 1978/79
Die Türkiye 2. Futbol Ligi 1978/79 war die 16. Spielzeit der zweithöchsten türkischen Spielklasse im professionellen Männer-Fußball. Sie wurde am 3. September 1978 mit dem 1. Spieltag begonnen und am 27. Mai 1979 mit dem 30. Spieltag abgeschlossen.
In der Saison 1978/79 wurde die TFF 1. Lig wie in der Vorsaison auch in zwei Gruppen unterteilt. Im Gegensatz zur Vorsaison wurde aber die Gesamtmannschaftszahl um zwei Teams reduziert, sodass eine Gruppe mit 16 Mannschaften und eine mit 15 Mannschaften ausgetragen wurde. Insgesamt spielten 31 Mannschaft in zwei Gruppen um den Aufstieg in die Süper Lig beziehungsweise gegen den Abstieg in die damals drittklassige TFF 3. Lig. Als weitere Änderung zur Vorsaison wurde die Aufsteigeranzahl um eine Mannschaft von zwei auf drei gesteigert und die Absteigeranzahl von vier auf drei reduziert. So stiegen die Tabellenersten beider Gruppen direkt in die höhere Süper Lig auf. Zusätzlich zu diesen beiden Tabellenersten wurde in dieser Saison durch eine Play-off-Begegnung zwischen den Zweitplatzierten der dritte und letzte Aufsteiger ermittelt. Die Mannschaften auf den letzten zwei Tabellenplätzen der Roten Gruppe und der Tabellenletzte der Weißen Gruppe stiegen in die untergeordnete drittklassige 3. Lig ab.
Zu Saisonbeginn waren zu den von der vorherigen Saison verbleibenden 27 Mannschaften die zwei Absteiger aus der Süper Lig MKE Ankaragücü, Mersin İdman Yurdu sowie die zwei Aufsteiger aus der damals drittklassigen TFF 3. Lig Edirnespor und Sebat Gençlik SK hinzugekommen.
Gaziantepspor erreichte die Meisterschaft der Gruppe A und damit den ersten Aufstieg der Vereinshistorie in die Süper Lig. In der Gruppe B sicherte sich Rizespor die Meisterschaft und damit ebenfalls die erste Teilnahme der Vereinsgeschichte an der Süper Lig. Kayserispor erreichte mit einem 3:0-Sieg gegen MKE Ankaragücü in der Play-off-Begegnung den direkten Wiederaufstieg in die Süper Lig und kehrte nach vierjähriger Abstinenz in die höchste türkische Spielklasse zurück. Zum Saisonende sind aus der Roten Gruppe Gençlerbirliği Ankara und Konyaspor, aus der Weißen Gruppe Beykozspor abgestiegen.
Der türkische Fußballverband ließ durch ein Entscheidungsspiel zwischen den beiden Erstplatzierten den Meister der Liga bestimmen. In dieser Begegnung trat Gaziantepspor gegen Rizespor an und konnte durch einen 2:1-Sieg die Meisterschaft für sich entscheiden. Der türkische Fußballverband erklärte aber im Nachhinein beide Vereine als Meister der TFF 1. Lig.

## Gruppe Rot (Kırmızı Grup)

### Tabelle
| Pl. | Verein                 | Sp. | S  | U  | N  | Tore    | Diff. | Punkte |
| --- | ---------------------- | --- | -- | -- | -- | ------- | ----- | ------ |
| 1.  | Gaziantepspor          | 30  | 20 | 8  | 2  | 042:120 | +30   | 48:12  |
| 2.  | Kayserispor            | 30  | 19 | 5  | 6  | 063:220 | +41   | 43:17  |
| 3.  | Antalyaspor            | 30  | 10 | 14 | 6  | 029:220 | +7    | 34:26  |
| 4.  | Düzcespor              | 30  | 11 | 12 | 7  | 025:210 | +4    | 34:26  |
| 5.  | Kocaelispor            | 30  | 13 | 7  | 10 | 041:420 | −1    | 33:27  |
| 6.  | Mersin İdman Yurdu (A) | 30  | 9  | 12 | 9  | 028:260 | +2    | 30:30  |
| 7.  | Edirnespor (N)         | 30  | 11 | 8  | 11 | 029:290 | ±0    | 30:30  |
| 8.  | Denizlispor            | 30  | 9  | 10 | 11 | 022:240 | −2    | 28:32  |
| 9.  | Eskişehir Demirspor    | 30  | 11 | 5  | 14 | 030:320 | −2    | 27:33  |
| 10. | Balıkesirspor          | 30  | 8  | 11 | 11 | 024:280 | −4    | 27:33  |
| 11. | Sarıyer GK             | 30  | 8  | 11 | 11 | 026:320 | −6    | 27:33  |
| 12. | DÇ Karabükspor         | 30  | 9  | 9  | 12 | 025:310 | −6    | 27:33  |
| 13. | Urfaspor               | 30  | 8  | 10 | 12 | 021:350 | −14   | 26:34  |
| 14. | Bandırmaspor           | 30  | 9  | 9  | 12 | 025:310 | −6    | 27:33  |
| 15. | Gençlerbirliği Ankara  | 30  | 9  | 4  | 17 | 020:290 | −9    | 22:38  |
| 16. | Konyaspor              | 30  | 5  | 7  | 18 | 015:490 | −34   | 17:43  |

Platzierungskriterien: 1. Punkte – 2. Tordifferenz – 3. geschossene Tore – 4. Direkter Vergleich (Punkte, Tordifferenz, geschossene Tore)
| (A) | Absteiger aus der 1. Lig 1977/78                     |
| (N) | Neuaufsteiger aus der Türkiye 3. Futbol Ligi 1977/78 |

### Kreuztabelle
Die Kreuztabelle stellt die Ergebnisse aller Spiele dieser Saison dar. Die Heimmannschaft ist in der linken Spalte, die Gastmannschaft in der oberen Zeile aufgelistet.
| 2012/13 Gruppe Rot    | Gaziantepspor |     | Antalyaspor |     | Kocaelispor | Mersin İdman Yurdu | Edirnespor | Denizlispor | Eskişehir Demirspor | Balıkesirspor | Sarıyer GK | DÇ Karabükspor | Urfaspor | Bandırmaspor | Gençlerbirliği Ankara | Konyaspor |
| --------------------- | ------------- | --- | ----------- | --- | ----------- | ------------------ | ---------- | ----------- | ------------------- | ------------- | ---------- | -------------- | -------- | ------------ | --------------------- | --------- |
| Gaziantepspor         |               | 3:0 | 1:0         | 2:1 | 4:2         | 1:0                | 1:0        | 1:0         | 1:0                 | 2:1           | 4:1        | 1:0            | 3:0      | 3:0          | 1:0                   | 2:0       |
| Kayserispor           | 1:0           |     | 2:0         | 1:0 | 8:0         | 4:1                | 4:0        | 3:1         | 7:1                 | 3:1           | 3:0        | 2:0            | 4:0      | 3:0          | 2:1                   | 1:0       |
| Antalyaspor           | 1:1           | 0:0 |             | 4:2 | 2:2         | 2:2                | 1:0        | 1:0         | 2:0                 | 1:1           | 2:0        | 2:1            | 2:0      | 1:1          | 0:0                   | 1:0       |
| Düzcespor             | 0:0           | 1:0 | 0:0         |     | 2:1         | 1:0                | 2:1        | 0:0         | 0:0                 | 1:0           | 2:2        | 0:0            | 1:0      | 2:0          | 2:0                   | 0:0       |
| Kocaelispor           | 0:0           | 0:0 | 0:1         | 1:0 |             | 4:1                | 2:1        | 1:0         | 1:0                 | 2:0           | 3:2        | 3:1            | 5:1      | 3:1          | 2:1                   | 4:1       |
| Mersin İdman Yurdu    | 0:1           | 4:0 | 1:0         | 0:0 | 1:0         |                    | 1:0        | 1:0         | 1:1                 | 1:1           | 2:2        | 2:0            | 1:0      | 1:0          | 0:0                   | 5:0       |
| Edirnespor            | 2:0           | 2:1 | 1:1         | 1:1 | 1:0         | 0:0                |            | 0:0         | 2:0                 | 2:0           | 1:0        | 1:1            | 1:0      | 2:0          | 1:0                   | 5:0       |
| Denizlispor           | 0:0           | 2:0 | 0:0         | 2:1 | 1:1         | 1:1                | 1:1        |             | 2:0                 | 2:1           | 3:1        | 2:0            | 0:0      | 1:0          | 2:0                   | 1:0       |
| Eskişehir Demirspor   | 0:2           | 0:2 | 0:0         | 2:0 | 4:0         | 2:0                | 3:1        | 3:0         |                     | 3:1           | 3:1        | 0:1            | 2:1      | 1:0          | 2:0                   | 1:0       |
| Balıkesirspor         | 0:0           | 1:1 | 0:0         | 0:1 | 2:0         | 3:2                | 0:0        | 0:0         | 1:0                 |               | 2:0        | 1:2            | 0:0      | 1:1          | 2:1                   | 0:0       |
| Sarıyer GK            | 0:0           | 1:1 | 0:0         | 1:2 | 2:0         | 0:0                | 0:1        | 0:0         | 1:0                 | 1:0           |            | 4:1            | 2:0      | 0:0          | 1:0                   | 3:1       |
| DÇ Karabükspor        | 2:2           | 1:2 | 2:0         | 0:0 | 0:0         | 1:0                | 2:0        | 1:0         | 1:0                 | 0:1           | 0:0        |                | 3:2      | 1:1          | 0:0                   | 0:0       |
| Urfaspor              | 1:1           | 0:0 | 1:1         | 0:0 | 0:0         | 0:0                | 1:1        | 1:0         | 2:1                 | 2:1           | 1:0        | 1:0            |          | 2:0          | 1:0                   | 3:1       |
| Bandırmaspor          | 0:3           | 2:0 | 2:1         | 0:0 | 2:2         | 0:0                | 3:0        | 3:0         | 0:0                 | 0:2           | 0:0        | 1:0            | 3:0      |              | 1:0                   | 2:0       |
| Gençlerbirliği Ankara | 0:1           | 0:2 | 1:0         | 0:1 | 3:1         | 0:0                | 3:1        | 1:0         | 2:1                 | 0:1           | 0:1        | 3:2            | 1:0      | 1:0          |                       | 2:0       |
| Konyaspor             | 0:1           | 0:6 | 1:3         | 3:2 | 0:1         | 2:0                | 1:0        | 2:1         | 0:0                 | 0:0           | 0:0        | 0:2            | 1:1      | 1:2          | 1:0                   |           |

## Gruppe Weiß (Beyaz Grup)

### Tabelle
| Pl. | Verein               | Sp. | S  | U  | N  | Tore    | Diff. | Punkte |
| --- | -------------------- | --- | -- | -- | -- | ------- | ----- | ------ |
| 1.  | Rizespor             | 28  | 15 | 11 | 2  | 039:130 | +26   | 41:15  |
| 2.  | MKE Ankaragücü (A)   | 28  | 14 | 10 | 4  | 036:120 | +24   | 38:18  |
| 3.  | Şekerspor            | 28  | 12 | 10 | 6  | 031:150 | +16   | 34:22  |
| 4.  | Vefa Istanbul        | 28  | 9  | 12 | 7  | 022:260 | −4    | 30:26  |
| 5.  | Elazığspor           | 28  | 11 | 6  | 11 | 024:320 | −8    | 28:28  |
| 6.  | Ankara Demirspor     | 28  | 9  | 9  | 10 | 021:230 | −2    | 27:29  |
| 7.  | Tekirdağspor         | 28  | 9  | 8  | 11 | 021:200 | +1    | 26:30  |
| 8.  | Ispartaspor          | 28  | 9  | 7  | 12 | 023:260 | −3    | 25:31  |
| 9.  | Sakaryaspor          | 28  | 8  | 9  | 11 | 024:300 | −6    | 25:31  |
| 10. | Tirespor             | 28  | 8  | 9  | 11 | 017:260 | −9    | 25:31  |
| 11. | Sivasspor            | 28  | 9  | 7  | 12 | 022:370 | −15   | 25:31  |
| 12. | Aydınspor            | 28  | 8  | 8  | 12 | 023:260 | −3    | 24:32  |
| 13. | Sebat Gençlik SK (N) | 28  | 9  | 6  | 13 | 021:240 | −3    | 24:32  |
| 14. | Konya İdman Yurdu    | 28  | 8  | 8  | 12 | 028:330 | −5    | 24:32  |
| 15. | Beykozspor           | 28  | 8  | 8  | 12 | 023:320 | −9    | 24:32  |

Platzierungskriterien: 1. Punkte – 2. Tordifferenz – 3. geschossene Tore – 4. Direkter Vergleich (Punkte, Tordifferenz, geschossene Tore)
| (A) | Absteiger aus der 1. Lig 1977/78                     |
| (N) | Neuaufsteiger aus der Türkiye 3. Futbol Ligi 1977/78 |

### Kreuztabelle
Die Kreuztabelle stellt die Ergebnisse aller Spiele dieser Saison dar. Die Heimmannschaft ist in der linken Spalte, die Gastmannschaft in der oberen Zeile aufgelistet.
| 2012/13 Gruppe Weiß | Rizespor | MKE Ankaragücü |     | Vefa Istanbul | Elazığspor | Ankara Demirspor | Tekirdağspor | Ispartaspor | Sakaryaspor | Tirespor | Sivasspor | Aydınspor | Sebat Gençlik SK | Konya İdman Yurdu | Beykozspor |
| ------------------- | -------- | -------------- | --- | ------------- | ---------- | ---------------- | ------------ | ----------- | ----------- | -------- | --------- | --------- | ---------------- | ----------------- | ---------- |
| Rizespor            |          | 1:1            | 1:0 | 4:0           | 1:0        | 3:0              | 2:0          | 2:0         | 4:0         | 1:0      | 2:0       | 2:1       | 1:0              | 0:0               | 3:1        |
| MKE Ankaragücü      | 1:1      |                | 1:1 | 3:0           | 2:0        | 0:0              | 2:0          | 0:0         | 3:0         | 2:0      | 5:0       | 3:1       | 1:0              | 2:1               | 3:1        |
| Şekerspor           | 0:0      | 1:0            |     | 2:0           | 3:1        | 1:0              | 1:0          | 3:0         | 0:0         | 3:0      | 1:1       | 1:1       | 1:0              | 3:0               | 2:0        |
| Vefa Istanbul       | 1:1      | 0:0            | 0:0 |               | 2:1        | 1:2              | 2:1          | 2:1         | 1:0         | 1:1      | 1:0       | 2:0       | 1:0              | 2:1               | 2:2        |
| Elazığspor          | 0:0      | 0:0            | 1:0 | 1:1           |            | 1:0              | 0:0          | 1:0         | 2:1         | 2:1      | 2:0       | 2:1       | 1:0              | 3:2               | 3:0        |
| Ankara Demirspor    | 0:2      | 1:3            | 0:0 | 2:0           | 0:0        |                  | 0:0          | 1:2         | 1:0         | 2:0      | 0:1       | 2:1       | 0:0              | 3:0               | 2:0        |
| Tekirdağspor        | 1:1      | 1:0            | 0:0 | 1:0           | 0:1        | 0:0              |              | 2:1         | 0:0         | 0:1      | 2:0       | 1:0       | 1:0              | 5:0               | 1:0        |
| Ispartaspor         | 2:2      | 0:1            | 1:0 | 0:0           | 3:0        | 1:1              | 1:0          |             | 1:1         | 2:1      | 2:0       | 0:0       | 2:0              | 1:0               | 1:0        |
| Sakaryaspor         | 0:1      | 0:0            | 2:2 | 0:0           | 2:1        | 0:0              | 2:1          | 1:0         |             | 1:0      | 3:0       | 2:0       | 2:1              | 0:0               | 4:2        |
| Tirespor            | 0:0      | 0:0            | 0:3 | 1:1           | 2:0        | 2:0              | 0:1          | 1:0         | 2:1         |          | 2:0       | 1:1       | 0:0              | 1:0               | 1:0        |
| Sivasspor           | 1:0      | 1:1            | 0:0 | 0:0           | 1:1        | 1:2              | 1:0          | 2:1         | 3:0         | 2:0      |           | 1:0       | 1:0              | 0:0               | 2:1        |
| Aydınspor           | 1:2      | 0:1            | 2:0 | 2:1           | 2:0        | 1:0              | 0:0          | 2:0         | 1:0         | 0:0      | 2:0       |           | 1:0              | 1:1               | 0:0        |
| Sebat Gençlik SK    | 2:1      | 1:0            | 1:0 | 0:1           | 2:0        | 1:2              | 1:0          | 1:0         | 1:1         | 0:0      | 4:2       | 2:2       |                  | 1:1               | 2:0        |
| Konya İdman Yurdu   | 0:0      | 0:1            | 1:2 | 0:0           | 3:0        | 2:0              | 1:1          | 2:1         | 2:1         | 3:0      | 5:2       | 1:0       | 0:1              |                   | 2:0        |
| Beykozspor          | 1:1      | 1:0            | 2:1 | 0:0           | 3:0        | 0:0              | 3:2          | 0:0         | 1:0         | 0:0      | 0:0       | 1:0       | 2:0              | 2:0               |            |

## Play-off-Begegnung
Zusätzlich zu den beiden Tabellenersten wurde durch eine Play-off-Begegnung zwischen den Zweitplatzierten der dritte und letzte Aufsteiger ermittelt.
| Kayserispor                                                | Kayserispor | MKE Ankaragücü | MKE Ankaragücü |
| ---------------------------------------------------------- | --- | --- | -------------- |
| Kayserispor                                                | \| Play-off-Begegnung um den Aufstieg in die Süper Lig \| \| 6. Juni 1979 um 18:00 Uhr in Izmir (Izmir-Atatürk-Stadion) \| \| Ergebnis: 3:0 (2:0) \| \| Schiedsrichter: İhsan Türe \| \| Spielbericht \|      | \| Play-off-Begegnung um den Aufstieg in die Süper Lig \| \| 6. Juni 1979 um 18:00 Uhr in Izmir (Izmir-Atatürk-Stadion) \| \| Ergebnis: 3:0 (2:0) \| \| Schiedsrichter: İhsan Türe \| \| Spielbericht \|                                  | MKE Ankaragücü |
| Kayserispor                                                | Ali Özel – Esat Güneştutar, Erhan Asal, Enver Ürekli, Gıyasi Tokoğlu – Mustafa Ergücü, Cengiz Yazıcıoğlu, Metin Parlaroğlu (?. Altan Çetindağ), Adnan Dürüst – Ertan, Yılmaz Yavman Cheftrainer: Tamer Kaptan | Adil Eriç – İskender Atasoy, Mehmet Oktut, Haluk Kargın – Oktay Erul, Nihat Öztürk, Taner Kalender (?. Nazmi Erdenerin), Mustafa Başkan, Adnan Sezgin – Ayhan Akbin (?. Sertaç Yüzbaşıoğlu), Ali Osman Renklibay Cheftrainer: Kadri Aytaç | MKE Ankaragücü |
| Kayserispor                                                | 1:0 Ertan (19.) 2:0 Adnan Dürüst (35.) 3:0 Metin Parlaroğlu (51.) | | MKE Ankaragücü |
| Kayserispor                                                | Kayserispor ist durch diesen Sieg in die Süper Lig aufgestiegen. | | MKE Ankaragücü |
| Play-off-Begegnung um den Aufstieg in die Süper Lig        | | |                |
| 6. Juni 1979 um 18:00 Uhr in Izmir (Izmir-Atatürk-Stadion) | | |                |
| Ergebnis: 3:0 (2:0)                                        | | |                |
| Schiedsrichter: İhsan Türe                                 | | |                |
| Spielbericht                                               | | |                |

## Meisterschaftsbegegnung
Der türkische Fußballverband ließ durch ein Entscheidungsspiel zwischen den beiden Erstplatzierten den Meister der Liga bestimmen. In dieser Begegnung trat Kocaelispor gegen Mersin İdman Yurdu an und konnte durch ein Elfmeterschießen die Meisterschaft gewinnen. Der türkische Fußballverband erklärte aber im Nachhinein beide Vereine als Meister der TFF 1. Lig.
| Gaziantepspor                                                  | Gaziantepspor | Çaykur Rizespor | Çaykur Rizespor |
| -------------------------------------------------------------- | --- | --- | --------------- |
| Gaziantepspor                                                  | \| Meisterschaftsfinale \| \| 3. Juni 1979 um 18:00 Uhr in Ankara (Ankara 19 Mayıs Stadyumu) \| \| Ergebnis: 2:1 (0:1) \| \| Schiedsrichter: Cumhur Demir \| \| Spielbericht \| | \| Meisterschaftsfinale \| \| 3. Juni 1979 um 18:00 Uhr in Ankara (Ankara 19 Mayıs Stadyumu) \| \| Ergebnis: 2:1 (0:1) \| \| Schiedsrichter: Cumhur Demir \| \| Spielbericht \|                            | Çaykur Rizespor |
| Gaziantepspor                                                  | Yaşar Duran – Nurettin Güneş, Necmettin, Fatih Zambak, Tuğrul Duru – Hüsamettin, Sami Aydın, Alpaslan, Hüseyin Kalpar – Murat Kandil, Ömer Erkorkmaz Cheftrainer: Yılmaz Gökdel | Refah Kayalarlı – Erol Tombul, Levent Kantarcı, Tuncay Temeller – Muharrem Gürbüz, Hüsnü Kürkçü, Mehmet Türkkan, Hüseyin Hemşinlioğlu, Aydın – Kahraman Kartaloğlu, Oktay Çevik Cheftrainer: Turgut Kafkas | Çaykur Rizespor |
| Gaziantepspor                                                  | 1:1 Murat Kandil (75.) 2:1 Ömer Erkorkmaz (88.) | 0:1 Aydın (25.) | Çaykur Rizespor |
| Gaziantepspor                                                  | Gaziantepspor ist durch diesen Sieg Meister der TFF 1. Lig geworden. | | Çaykur Rizespor |
| Meisterschaftsfinale                                           | | |                 |
| 3. Juni 1979 um 18:00 Uhr in Ankara (Ankara 19 Mayıs Stadyumu) | | |                 |
| Ergebnis: 2:1 (0:1)                                            | | |                 |
| Schiedsrichter: Cumhur Demir                                   | | |                 |
| Spielbericht                                                   | | |                 |